# 단회종
단회종(段會宗, 기원전 84년 ~ 기원전 10년)은 전한 말기의 군인으로, 자는 자송(子松)이며 천수군 상규현(上邽縣) 사람이다.

## 생애
본래 두릉령(杜陵令)이었는데, 경녕 연간에 서역도호로 임명되고 기도위·광록대부가 더해졌다. 서역에서 위엄과 신의로 존경받았고, 3년 후 임기를 끝마치고 돌아와 패군태수로 영전하였다. 하평 4년(기원전 25년) 흉노의 선우가 입조할 때 안문태수로 전임되었고, 몇 년 후 법에 걸려 면직되었다. 서역의 여러 나라들은 글을 올려 단회종을 다시 뵙기를 원하였고, 결국 양삭 연간에 다시 서역도호로 부임하였다. 사람됨이 호탕하고 공을 뽐내기 좋아하던 단회종은 연로한 신하 곡영과 친분이 있었는데, 곡영은 단회종에게 몸을 소중히 하고 애써 공을 세우려 하지 말라고 충고하였다.
임지에 도착한 단회종은 서역의 여러 나라들의 환대를 받았다. 예전에 단회종의 손에 옹립된 오손의 소곤미(小昆彌) 안일은 구자에서 단회종을 영접하였고, 강거의 태자 보소닉(保蘇匿)은 무리 만여 명을 이끌고 항복하였다. 단회종은 조정에 글을 올리고 위사마(衛司馬)로 하여금 무기교위(戊己校尉)의 병사를 데리고 보소닉을 맞이하게 하였다. 그러나 보소닉의 무리를 보고 겁에 질린 위사마는 그들에게 스스로 결박하여 오라고 하였고, 보소닉은 불만을 품고 돌아가 버렸다. 임기를 마치고 귀환한 단회종은, 이때 무기교위의 병사를 함부로 동원한 죄로 심리를 받게 되었으나, 속죄금을 내고 사면받고 금성태수로 전출되었다가 병으로 물러났다.
한 해 남짓 지나, 안일이 오손 백성들에게 피살되었다. 단회종은 좌조중랑장(左曹中郎將) 겸 광록대부가 되어 오손으로 파견되었고, 안일의 형 말진장을 후임으로 세워 오손을 평정하고 돌아갔다.
이듬해에 말진장이 대곤미(大昆彌) 자율미를 죽이고 자신도 죽으니, 단회종은 무기교위의 병사를 데리고 말진장의 태자 반구(番丘)를 죽이러 오손으로 갔다. 반구가 달아날 것을 염려하여 정예병 서른 명만을 이끌고 곤미가 있는 곳으로 접근하였고, 반구를 불러들여 곧바로 칼을 뽑아 쳐 죽였다. 오손의 관속들은 모두 놀라고 두려워하여 바삐 달아났고, 말진장의 형의 아들인 소곤미 오리미가 기병 수천을 대동하여 단회종을 포위하였다. 단회종은 예전에 한나라의 사자를 죽인 질지선우가 효수된 사실을 들며 오리미를 겁박하였고, 그의 항복을 받아냈다.
일을 마치고 돌아온 단회종은 공경들의 칭송을 받았고, 공로를 인정받아 원연 2년(기원전 11년)에 관내후에 봉해지고 황금 백 근을 받았다. 이때 소곤미의 숙부 비원치가 곤미를 죽이려 하여 다시 오손으로 파견되었고, 서역도호 손건과 함께 위무하였다. 이듬해에 오손에서 병들어 죽었고, 서역의 여러 나라들은 복상하고 사당을 세웠다.

## 출전
- 반고, 《한서》 권70 부상정감진단전·권96하 서역전 下